# بلدة سكانديا (ميشيغان)
سكانديا (بالإنجليزية: Skandia Township, Michigan)‏ هي بلدة تقع بولاية ميشيغان في الولايات المتحدة. تبلغ مساحتها 186.7 (كم²)، وترتفع عن سطح البحر 335 م، بلغ عدد سكانها 907 نسمة في عام تعداد الولايات المتحدة 2000 حسب إحصاء مكتب تعداد الولايات المتحدة وتصل الكثافة السكانية فيها 4.9 نسمة/كم2.

## أعلام
- ستيف ليندبرغ

## وصلات خارجية
- The US50 - Cities and Towns in Michigan State
- Michigan Cities and Towns, Facts, Map, Flag, Colleges, Government, and More